# Бертран
Бертран (фр. Bertren) насеље је и општина у јужној Француској у региону Миди Пирене, у департману Горњи Пиринеји која припада префектури Бањер де Бигор.
По подацима из 2011. године у општини је живело 222 становника, а густина насељености је износила 83,46 становника/km². Општина се простире на површини од 2,66 km². Налази се на средњој надморској висини од 450 метара (максималној 894 m, а минималној 442 m).

## Демографија
| 1962. | 1968. | 1975. | 1982. | 1990. | 1999. | 2011. |
| ----- | ----- | ----- | ----- | ----- | ----- | ----- |
| 243   | 250   | 253   | 255   | 214   | 195   | 222   |

График промене броја становника у току последњих година